# Atletica leggera ai Giochi della XXVIII Olimpiade - 3000 metri siepi

Video della Finale

I 3000 metri siepi hanno fatto parte del programma di atletica leggera maschile ai Giochi della XXVIII Olimpiade. La competizione si è svolta nei giorni 21 e 24 agosto allo Stadio Olimpico di Atene. Vi hanno preso parte 41 atleti.

## Presenze ed assenze dei campioni in carica
| Competizione         | Atleta                | Prestazione | Atene 2004 |
| -------------------- | --------------------- | ----------- | ---------- |
| Olimpiadi 2000       | Reuben Kosgei         | 8'21"43     | Non qual.  |
| Commonwealth 2002    | Stephen Cherono       | 8'19"41     | Assente    |
| Europei 2002         | Antonio David Jiménez | 8'24"34     | Presente   |
| Coppa del mondo 2002 | Wilson Boit Kipketer  | 8'25”34     | Non qual.  |
| Asiatici 2002        | Khamis A. Saifeldin   | 8'30”52     | Presente   |
| Africani 2003        | Ezekiel Kemboi        | 8'12”27     | Presente   |
| Mondiali 2003        | Stephen Cherono       | 8'04"39     | Assente    |
|                      |                       |             |            |
| Mondiali junior 2000 | Raymond Yator         | 8'16”34     | Non qual.  |

1. ↑  Aveva preso la cittadinanza del Qatar. Non poteva gareggiare ai Giochi di Atene per la nuova nazione.
2. ↑  L'atleta era passato al Qatar nel 2003 e, secondo le regole del CIO, poteva partecipare alle Olimpiadi a partire dal 2008.

## Turni eliminatori
| 3 Batterie | 21 agosto | 41 partenti    | Si qualificano i primi 3 + i 6 migliori tempi. |
| Finale     | 24 agosto | 15 concorrenti |                                                |

## Finale
Stadio olimpico, martedì 24 agosto, ore 21:40.
| Primatista mondiale | 7'55"28 | Brahim Boulami | Squalif. |
| Primatista stag.le  | 7'59"65 | Paul K. Koech  | Presente |

1. ↑  Record stabilito nel 2001.
2. ↑  Trovato positivo ad un controllo antidoping e squalificato per 2 anni.
3. ↑  Alla data del 1º agosto 2004.

Il Kenya punta a vincere tutt'e tre le medaglie. L'impresa è riuscita l'ultima volta a Barcellona 1992.

I tre alfieri si mettono d'accordo in anticipo nel far vincere Ezekiel Kemboi, primo ai Trials, così evitano di sprecare energie lottando l'uno contro l'altro e controllano la corsa dall'inizio alla fine.

Il primo degli “altri” è Musa Obaid, keniano anch'egli, ma naturalizzato del Qatar. Si consola con il record asiatico junior.
| Pos | Paese       | Atleta                | Tempo         |
| --- | ----------- | --------------------- | ------------- |
|     | Kenya       | Ezekiel Kemboi        | 8'05"81       |
|     | Kenya       | Brimin Kiprop Kipruto | 8'06"11       |
|     | Kenya       | Paul Kipsiele Koech   | 8'06"64       |
| 4   | Qatar       | Musa Obaid Amer       | 8'07"18 (ASJ) |
| 5   | Spagna      | Luis Miguel Martín    | 8'11"64       |
| 6   | Paesi Bassi | Simon Vroemen         | 8'13"25       |
| 7   | Francia     | Bouabdellah Tahri     | 8'14"26       |
| 8   | Marocco     | Ali Ezzine            | 8'15"58       |